# کوستا ویلکونا
کوستا ویلکونا (۲۶ اکتبر ۱۹۰۲ – ۶ آوریل ۱۹۸۰) یک سیاستمدار، قوم‌شناس، زبان‌شناس، و مورخ اهل فنلاند بود. او استاد قوم‌شناسی دانشگاه هلسینکی و عضوی از انجمن دانشگاهی کارلیا بود که یک گروه ملی‌گرای فنلاندی محسوب می‌شدند.
در عرصه سیاست ویلکونا عضو حزب مرکزی فنلاند و وزیر آموزش در کابینه کوسکوسکی بود. او به واسطه نزدیکی بسیارش به رئیس‌جمهور آن روزگار فنلاند اورهو ککونن لقب عالیجناب خاکستری‌پوش ککونن را گرفته بود.

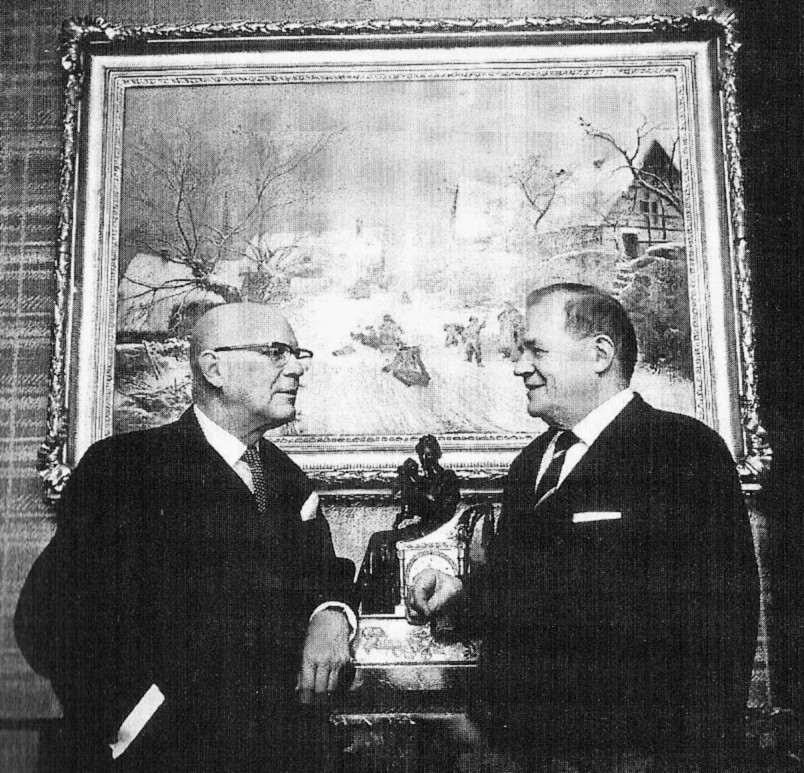
کوستا ویلکونا در سمت راست و رئیس‌جمهور اورهو ککونن در سمت چپ.

دختر ویلکونا بیوه یک کارخانه‌دار مشهور فنلاندی به نام پکا هرلین است و نوه‌هایش هم از مورخان فنلاند هستند.